# Dinastia ruríquida

A Rússia de Kiev em 1054-1132

A Dinastia Rurikoviche ou Dinastia de Rurik (em ucraniano: Рюриковичі; romaniz.: Riurykovych; em russo: Рюриковичи; romaniz.: Riurikovich; em bielorrusso: Рурыкавічы; romaniz.: Rúrykavičy) foi uma dinastia fundada pelo príncipe varegue Rurik na então Rússia de Kiev, por volta de 862. Os seus soberanos governaram territórios abrangendo a atual Rússia, Ucrânia e Bielorrússia durante cerca de sete séculos, entre 862 e 1598. Esta dinastia chegou ao fim com morte do Czar Teodoro I, e a subsequente ascensão ao poder dos Romanov no então Império Russo.
A águia bicéfala presente no brasão da dinastia representa o poder exercido pela família tanto no Ocidente quanto no Oriente.

## Alguns soberanos da Dinastia Ruriquida
- Rurik (Rurik, 862-879)
- Olegue (Oleg, 879-912)
- Igor (Igor I, 912-945)
- Olga (Olga, 945-962)
- Esvetoslau I (Sviatoslav, 962-972)
- Vladimir I (Vladimir I, 980-1015)
- Jaroslau I, o Sábio (Jaroslav, 1019-1054)
- Iziaslau I
- Esvetoslau II
- Igor I
- Esvetoslau II
- Esvetopolco II
- Vladimir II Monômaco
- Usevolodo I
- Jorge
- Ivã I
- Simão
- Ivã II de Moscou
- Ivã III
- Ivã IV
- Teodoro I (Fiódor I, 1584–1598)